# Pilotrichella capillicaulis
Pilotrichella capillicaulis är en bladmossart som beskrevs av Kindberg 1891. Pilotrichella capillicaulis ingår i släktet Pilotrichella och familjen Meteoriaceae. Inga underarter finns listade i Catalogue of Life.